# Organisation arabe des technologies de l'information et de la communication
 (juin 2018).
Si vous disposez d'ouvrages ou d'articles de référence ou si vous connaissez des sites web de qualité traitant du thème abordé ici, merci de compléter l'article en donnant les références utiles à sa vérifiabilité et en les liant à la section « Notes et références ».
 (février 2019).
L’Organisation Arabe des Technologies de l’Information et de la Communication est une organisation gouvernementale qui opère sous l’égide de la Ligue Arabe.
L'Organisation veut aider à développer les technologies de l'information et de la communication pour ses membres, aider ces mêmes membres à coopérer entre eux et à développer leur complémentarité, et intervenir sur des politiques et des stratégies communes concernant les domaines technologiques vitaux.

## Création
L’Organisation arabe des technologies de la communication et de l’information (AICTO), est une organisation gouvernementale arabe opérant sous l’égide de la Ligue arabe.
La création de l’AICTO résulte de la volonté des États arabes qui ont accepté d’avoir son siège social dans la ville de Tunis, capitale de la République tunisienne, avec la possibilité d’avoir des filiales dans les pays arabes.
- Décision no 214 du Conseil de la Ligue arabe dans sa session ordinaire au niveau Sommet (13) Amman Jordanie, les 27,28 mars 2001,
- Décision du Conseil de la Ligue arabe à sa  réunion (116)du 10 septembre 2001, relative à l’approbation de la création de l’Organisation Arabe des TICs,
- Décision du Conseil économique et social de la Ligue arabe du 12 septembre 2001 ayant trait à l’approbation de la Création de l’Organisation arabe des TICs (AICTO),
- Déclaration de Tunis publiée lors de la  réunion des Ministres Arabes de Communication qui s’est tenue à Tunis les 29 et 30 octobre 2001, relative à l’approbation de la création de cette organisation.

## Secrétariat général
Le Secrétaire général de l’Organisation est le chef du Secrétariat général et le représentant légal de l’Organisation. Il est responsable devant le Conseil de l’Organisation et devant l’Assemblée générale.
Le Secrétaire général est élu par l’Assemblée générale parmi les personnes dont la candidature est présentée par les États membres et ce pour un mandat de quatre ans, renouvelable une seule fois.
Mohamed Ben Amor a été élu Secrétaire-Général de l’Organisation à la 11e Assemblée générale de l’organisation qui s'est réunie à Hammamet,Tunisie le 17 novembre 2015. Il a pris ses fonctions le 1er janvier 2016,,,,,,.